# Totalforsvaret
Det danske totalforsvar eller krigsberedskab består af militæret, det civile beredskab (redningsberedskabet, (tidl "civilforsvaret") og politiet. Totalforsvaret omfatter blandt andet presseberedskabet, pålæg til offentlige og private virksomheder, udskrivning af befordringsmidler  og tjenestepligt. De to regeringsanlæg Regan Øst og Regan Vest var en del af "det danske totalforsvar" under og efter den kolde krig.
Beredskabsstyrelsen er en civil myndighed under Forsvarsministeriet.
Begrebet totalforsvar er første gang anvendt i Danmark i Betænkning vedrørende civilforsvarets organisation, der blev afgivet i 1948 af Indenrigsministeriets Luftværnsudvalg:
| Citat                                       | “Det må stå som en uafviselig nødvendighed at møde den totale krig med det totale forsvar, der samler alle kræfter inden for samfundet med det formål at holde modstanderen fra livet og formindske og afbøde de skader, der tilføjes samfundet”. | Citat |
| Indenrigsministeriets Luftværnsudvalg, 1948 | |       |

Totalforsvaret iværksættes under krig eller andre ekstraordinære (truende) forhold, jævnfør organisationsloven, lov om radiokommunikation, lov om et skibsfartnævn og lov om luftfart.
Ifølge Henrik G. Petersen og Niels Jacobsen er totalforsvaret fra 1951 et led i NATO-planlægning. 
Ifølge Henrik G. Petersen og Niels Jacobsen defineres totalforsvaret i 1986 som: “Den samlede og koordinerende indsats på alle områder med henblik på at opretholde forsvarsviljen og sikre den bedst mulige udnyttelse af alle militære og civile ressourcer til at forebygge krig, at forsvare landet og at opretholde et organiseret og fungerende samfund, herunder at beskytte befolkningens liv og ejendom”.
For yderligere at sætte rammen for samarbejdet mellem de fire elementer af totalforsvaret etablerede man sikrede kommandoanlæg, eksempelvis Ejbybunkeren i Rødovre, Langelandsfortet, NATOs hovedkvarter i Finderup og Odense Kommunes kommandocentral som kunne anvendes i en krigssituation. På regeringsniveau etableredes de to regeringsanlæg, som samtidig kunne fungere som landsdelsledelser, hvis forbindelserne mellem dem blev afbrudt. Disse regeringsanlæg havde samtidig repræsentation af kongehuset, idet regenten ville sidde i det ene anlæg, mens tronfølgeren ville sidde i det andet.